# Torestorps socken
Torestorps socken i Västergötland ingick i Marks härad, ingår sedan 1971 i Marks kommun och motsvarar från 2016 Torestorps distrikt.
Socknens areal är 62,4 kvadratkilometer varav 53,31 land. År 2000 fanns här 990 invånare.  Tätorten Torestorp med sockenkyrkan Torestorps kyrka ligger i socknen.   

## Administrativ historik
Socknen har medeltida ursprung.
Vid kommunreformen 1862 övergick socknens ansvar för de kyrkliga frågorna till Torestorps församling och för de borgerliga frågorna bildades Torestorps landskommun. Landskommunen uppgick 1952 i Svansjö landskommun som 1971 uppgick i Marks kommun.
1 januari 2016 inrättades distriktet Torestorp, med samma omfattning som församlingen hade 1999/2000.  
Socknen har tillhört län, fögderier, tingslag och domsagor enligt vad som beskrivs i artikeln Marks härad. De indelta soldaterna tillhörde Älvsborgs regemente, Livkompaniet och Västgöta regemente, Elfsborgs kompani.

## Geografi
Torestorps socken ligger nordost om Varberg med Viskan med sjön Tolken i väster och Östra Öresjön i nordväst. Socknen är en kuperad skogsbygd med odlingsbygd i ådalar och vid sjöarna.

## Fornlämningar
Flera boplatser och tre hällkistor från stenåldern är funna. Från bronsåldern finns gravrösen. Från järnåldern finns en domarring.

## Namnet
Namnet skrevs 1434 Thoristhorp och kommer från prästgården. Efterleden är torp, 'nybygge'. Förleden innehåller mansnamnet T(h)ore.